# Липа (гміна Бірча)

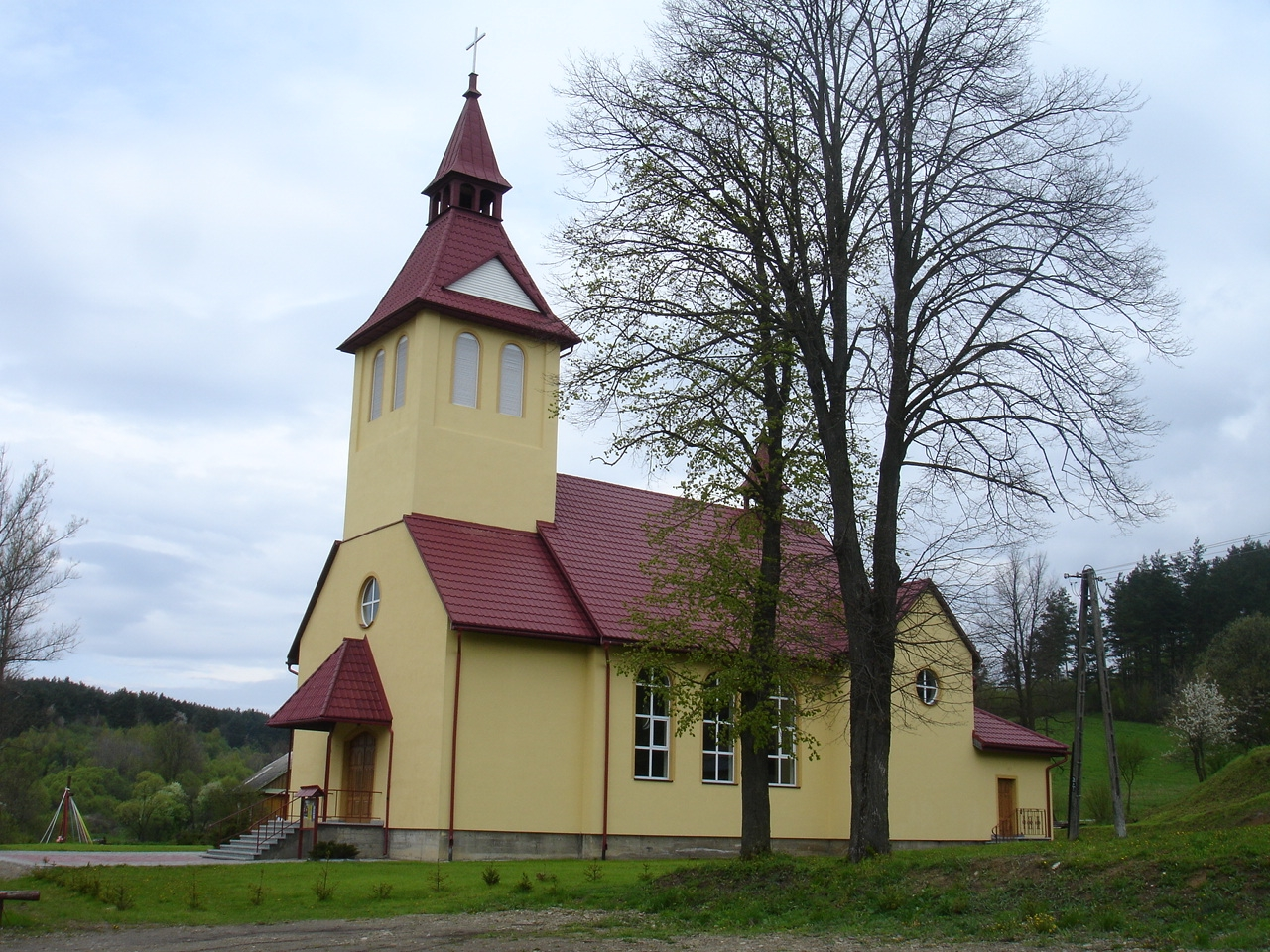
Липа. Римо-католицький костел.

Липа (пол. Lipa) — село в Польщі, у гміні Бірча Перемишльського повіту Підкарпатського воєводства. Населення — 307 осіб (2011). Село розташоване над потічком Липка, притокою Ступниці.

## Географія
Село розташоване на відстані 8 кілометрів на захід від центру гміни села Бірчі, 29 кілометрів на захід від центру повіту міста Перемишля і 45 кілометрів на південний схід від столиці воєводства — міста Ряшіва.

## Історія
В XI-XIII століттях на цих землях існувало Перемишльське руське князівство зі столицею в Перемишлі, яке входило до складу Галицького князівства, а пізніше Галицько-Волинського князівства.
Після захоплення цих земель Польщею територія в 1340–1772 роках входила до складу Сяноцької землі Руського воєводства Королівства Польського.
Село Липа засноване в 15 столітті на волоському праві.
Перша згадка про Липу відноситься до 1436 року. Тоді село було власністю Кмітів (пол. Kmitów).
Наступного 1437 року село купили брати з Бірчі Лукаш та Іванко (пол. Łukasz i Iwanko bracia z Birczy).
В 1443 році згадується Сиродор князь Липи (пол. Sirodor knyasz de Lippa).
У 1447 році Липу купив Єжи Матіяшович Гоздавіта (пол. Jerzy Matiaszowicz Gozdawita), власник Бірчі. З того часу село належало до бірчанського ключа.
В 1772 році внаслідок першого поділу Польщі село Липа відійшло до імперії Габсбургів.
У XIX столітті власником села був Францішек Зареба (пол. Franciszek Zaręba).
В 1830–1840 роках в Липі збудовано дерев'яну церкву святої Параскеви. В 1919 році церкву відремонтовано.
Після розпаду Австро-Угорщини і утворення Другої Речі Посполитої це переважно населене українцями село Надсяння опинилося по польському боці розмежування, що було закріплено в Ризькому мирному договорі 1921 року.
В 30-х роках XX століття в Липі діяла українська читальня, приміщення котрої одночасно виконувало функцію будинку культури та хор під керівництвом сільського дяка Мирона Голови (пол. Myrona Hołowy).
Перед Другою світовою війною Липа складалася з великої кількості присілків: Липа-Долішня, Липа-Горішня, Морохів, Кузі, Копань, Підволюжка, Капура, Лесів, Присада, Грабовець, Мазури, Кічари, Ляські (пол. Lipa Dolna, Lipa Górna, Morochów, Kuzie, Kopań (Kopania), Podwoludzka, Capura (Capora), Leców, Przesada (Przysada), Grabowiec, Mazury, Kiczary, Lackie).
До греко-католицької парафії в Липі належали також мешканці населених пунктів Явірник-Руський (до 1843), Брижава (до 1930), Малява, Добрянка.
Перед початком Другої світової війни в 1938 році населення села становило 1694 особи, з яких 1417 греко-католиків, а їх частка становить майже 84 %.
1 квітня 1939 р. села Брижава і Липа передані з ґміни Бірча до ґміни Жогатин Добромильського повіту Львівського воєводства.
В 1939 році село налічувало 1930 осіб, серед яких 1510 українців-грекокатоликів, 330 українців-римокатоликів, 60 поляків, 30 євреїв.
Після нападу 1 вересня 1939 року Третього Рейху на Польщу й початку Другої світової війни та вторгнення СРСР до Польщі 17 вересня 1939 року Липа, що знаходиться на правому, східному березі Сяну, разом з іншими навколишніми селами відійшла до СРСР і ввійшла до складу Бірчанського району (районний центр — Бірча) утвореної 27 листопада 1939 року Дрогобицької області УРСР (обласний центр — місто Дрогобич).
З початком німецько-радянської війни село вже в перший тиждень було зайняте військами вермахту.
В кінці липня 1944 року село було зайняте Червоною Армією.
13 серпня розпочато мобілізацію українського населення Дрогобицької області до Червоної Армії (облвоєнком — підполковник Карличев).
В березні 1945 року Липа, як і весь Бірчанський район з районним центром Бірча, Ліськівський район з районним центром Лісько та західна частина Перемишльського району включно з містом Перемишль зі складу Дрогобицької області передано Польщі.
В 40-х роках на село Липа неодноразово нападали озброєні польські банди, зокрема відділи під керівництвом Яна Котвицького «Сліпого» (пол. Jana Kotwickiego „Ślepego”).
Москва підписала й 16 серпня 1945 року опублікувала офіційно договір з Польщею про встановлення лінії Керзона українсько-польським кордоном та, незважаючи на бажання українців залишитись на рідній землі, про передбачене «добровільне» виселення приблизно одного мільйона українців з «Закерзоння», тобто Підляшшя, Холмщини, Надсяння і Лемківщини.,
Розпочалося виселення українців з рідної землі. Проводячи депортацію, уряд Польщі, як і уряд СРСР, керувалися Угодою між цими державами, підписаною в Любліні 9 вересня 1944 року, але, незважаючи на текст угоди, у якому наголошувалось, що «Евакуації підлягають лише ті з перелічених (…) осіб, які виявили своє бажання евакуюватися і щодо прийняття яких є згода Уряду Української РСР і Польського Комітету Національного Визволення. Евакуація є добровільною і тому примус не може бути застосований ні прямо, ні посередньо. Бажання евакуйованих може бути висловлено як усно, так і подано на письмі.», виселення було примусовим і з застосуванням військових підрозділів.
В жовтні 1945 підрозділами Війська Польського проведено виселення українців з Липи до СРСР, після якої в селі та присілках з-понад 350 селянських господарств залишились заселеними лише близько 30.
Українська Повстанська Армія намагалась захистити мирне українське населення від примусової депортації польською армією та не дати польській владі заселювати звільнені господарства поляками. 21 жовтня 1945 частину господарств, котрі зостались без власників, спалено відділами УПА, найімовірніше підрозділом «Ударник-6».
Українське населення села, якому вдалося уникнути депортації до СРСР, попало в 1947 році під етнічну чистку під час проведення Операції «Вісла» і було виселено на ті території у західній та північній частині польської держави, що до 1945 належали Німеччині.
Після депортації українців влада Польщі передала приміщення церкви святої Параскеви римо-католикам, які використовували його як костел (пол. kościół pw. Wniebowstąpienia Pańskiego) аж до часу побудови нового храму біля 2000-го року, після чого приміщення стоїть покинуте.
У 1975-1998 роках село належало до Перемишльського воєводства.

## Населення
Демографічна структура станом на 31 березня 2011 року:
|          | Загалом | Допрацездатний вік | Працездатний вік | Постпрацездатний вік |
| -------- | ------- | ------------------ | ---------------- | -------------------- |
| Чоловіки | 148     | 28                 | 102              | 18                   |
| Жінки    | 159     | 38                 | 85               | 36                   |
| Разом    | 307     | 66                 | 187              | 54                   |

- 1785 — 404 греко-католики, 95 римо-католиків, 16 юдеїв
- 1840 — 809 греко-католиків
- 1859 — 785 греко-католиків
- 1879 — 986 греко-католиків
- 1899 — 1271 греко-католик
- 1926 — 1340 греко-католиків
- 1929 — 1647 мешканців
- 1938 — 1417 греко-католиків, 236 римо-католиків, 29 євреїв i 12 п'ятидесятників
- 1939 — 1930 мешканців, серед них 1840, або більше 95%, українців (1510 українських греко-католиків, 330 україномовних римо-католиків), 60 поляків (3,1%), 30 євреїв (менше 1,6%).[19]
- 1997 — 312 осіб
- 2006 — 321 особа

## Відомі люди
- Русецький Іван — український селянин, громадсько-політичний діяч, посол палати депутатів австрійського парламенту і Галицького сейму.